# Hell Is What You Make It
Hell Is What You Make It è il terzo album in studio del gruppo musicale rock elettronico statunitense Breathe Carolina, pubblicato nel 2011.

## Tracce
1. Rebirth: An Introduction – 0:59
2. Wooly – 3:53
3. Blackout – 3:28
4. Edge of Heaven – 3:39
5. Last Night (Vegas) – 3:34
6. Sweat It Out – 3:50
7. Gone So Long – 4:07
8. They Say You Won't Come Back – 4:15
9. Get Off Easy – 3:45
10. Waiting – 4:24
11. Take It Back – 3:29
12. Chemicals – 3:31
13. Lauren's Song – 4:10

## Formazione
Gruppo
- Kyle Even - voce
- David Schmitt - voce, tastiere, chitarre, batteria

Collaboratori
- Eric Amenta - batteria, percussioni
- Joshua Aragon - tastiere, chitarre, cori
- Luis Bonet - tastiere